# Втомне руйнування

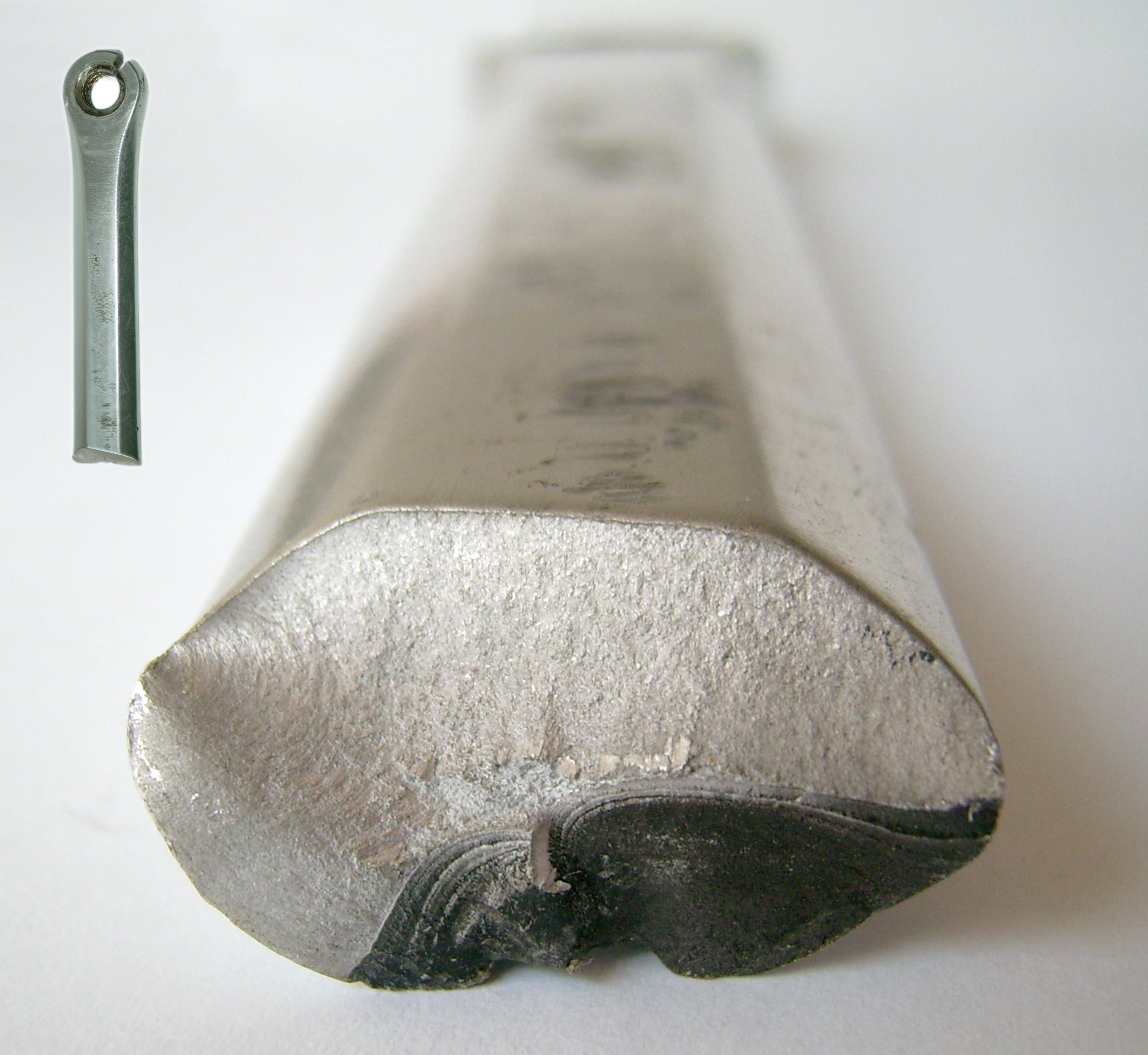
Руйнування шатуна з алюмінієвого сплаву. Темна зона: втомне руйнування. Світла зона: зона крихкого доламу

Вто́мне руйнува́ння — руйнування матеріалу під дією повторно-перемінних (часто циклічних) навантажень. Фізичні причини втомного руйнування матеріалів досить складні і ще не до кінця вивчені. Однією з основних причин втомного руйнування прийнято вважати утворення і розвиток тріщин.

## Особливості втомного руйнування
Руйнування від втоми порівняно з руйнуванням від одноразового прикладання статичного навантаження має низку особливостей:
- воно настає за напружень, менших, ніж при статичному навантаженні, зазвичай менших від границі плинності;
- руйнування розпочинається на поверхні (чи поблизу неї) локально, у місцях концентрації напружень (деформації). Локальну концентрацію напружень створюють пошкодження поверхні в результаті циклічного навантажування або надрізи у вигляді слідів обробки, впливу середовища тощо;
- руйнування відбувається у декілька стадій, що характеризують процеси накопичення пошкоджень у матеріалі, утворення тріщин втоми, поступовий розвиток та злиття деяких з них в одну магістральну тріщину й швидке остаточне руйнування;
- руйнування має характерну будову зламу, яка відбиває послідовність процесів, що мали місце. Злам складається з осередку руйнування (місця утворення мікротріщини). Осередок руйнування примикає до поверхні зразка (деталі) та має невеликі розміри і гладку поверхню. Зону втоми формує послідовний розвиток тріщини втоми. У цій зоні спостерігаються характерні рівці, які мають конфігурацію кілець, що свідчить про стрибкоподібне просування тріщини втоми. Зона втоми розвивається доти, поки у робочому перерізі, який зменшується, напруження зростуть настільки, що спричинять його миттєве руйнування. Цю останню стадію руйнування характеризує зона доламу.

## Механізм втомного руйнування
Механізм втомного руйнування багато в чому пов'язаний з неоднорідністю реальної структури матеріалів (відмінність розмірів, форми, орієнтації сусідніх зерен металу, наявність різних включень — шлаків, домішок; дефекти кристалічної ґратки, дефекти поверхні матеріалу — подряпини, корозія і т. д.). У зв'язку із зазначеною неоднорідністю при перемінних навантаженнях на границях окремих включень та поблизу мікроскопічних порожнин і різних дефектів виникає концентрація напружень, яка призводить до мікропластичних деформацій зсуву деяких зерен металу (при цьому на поверхні зерен можуть з'являтися смуги ковзання) та накопичення зсувів (яке на деяких матеріалах проявляється у вигляді мікроскопічних виступів і впадинок — екструзій та інтрузій). Далі відбувається розвиток зсувів у мікротріщини, їх зростання і злиття, на останньому етапі з'являється одна або декілька макротріщин, яка досить інтенсивно розвивається (зростає). Краї тріщини під дією змінного навантаження притираються один до одного, і тому зона росту тріщини відрізняється гладкою (полірованою) поверхнею. У міру зростання тріщини поперечний переріз деталі дедалі більше послаблюється, і, нарешті, відбувається раптове крихке руйнування деталі, при цьому зона крихкого доламу має грубозернисту кристалічну структуру (як при крихкому руйнуванні).

## Різновиди втомного руйнування
Явище зміни механічних і фізичних властивостей матеріалу під тривалою дією циклічно змінних у часі напружень і деформацій називають втомою матеріалу. Розрізняють руйнування від малоциклової, багатоциклової, термічної, поверхневої та інших видів втоми.